# Театральная академия имени Александра Зельверовича
Театральная академия имени Александра Зельверовича (ранее Государственный институт театрального искусства, Государственная высшая театральная школа) — государственное высшее учебное заведение в области театрального и киноискусства, расположенное в Варшаве.

## История академии
Государственный институт театрального искусства основал в 1932 году Александр Зельверович. Он же возглавил первый факультет нового ВУЗа — актёрского искусства. Факультет режиссёрского искусства, второй в мире, был основан Леоном Шиллером в 1933 году. Обучение длилось три года. Среди преподавателей тех лет были известные деятели искусства — Генрик Эльзенберг, Станислав Оссовский, Станислава Высоцкая, Стефан Ярач, Эдмунд Верциньский, Ежи Стемповский, Тымон Терлецкий, Богдан Корженёвский и другие. Среди выпускников тех лет стоит выделить Эльжбету Барщевскую, Дануту Шафлярскую, Эрвина Аксера, Мариана Выжиковского, Яна Кречмара и Яна Свидерского.
Институт продолжил свою деятельность и во время Второй мировой войны, проводя подпольное обучение. В том числе в подпольном институте учились Анджей Лапицкий и Зофья Мрозовская. В 1945 году начал действовать в Лодзи, так как Варшава была сильно разрушена.
В 1946 году на его основе была создана Государственная высшая театральная школа. Ректором школы и деканом режиссёрского факультета стал Леон Шиллер, деканом актёрского факультета Александр Зельверович, а деканом драматургического факультета Богдан Корженёвский. Также школа проводила занятия на трёх курсах — оперы, инструкторов театров самодеятельности и сценаристов. Прикладные предметы преподавали, среди других, Эрвин Аксер, Тадеуш Бырский, Владислав Дашевский, Рышард Ордыньский, Станислава Пежановская, Генрик Члетыньский, Ян Свидерский и другие, теоретические предметы преподавали в основном профессора Лодзинского университета (Нина Ассородобрай, Зофья Лисса, Станислав Оссовский, Мечислав Валлис, Стефан Жолкевский). Среди выпускников лодзинского периода Лех Ордон, Станислав Ясюкевич, Густав Люткевич, а из режиссёров — Лидия Замковая и Людвик Рене.
В 1949 году школа вернулась в Варшаву, где вскоре была объединена, с также основанной Зельверовичем, Государственной высшей актёрской школой. После прихода к власти в Польше коммунистов Шиллер отстранён от обязанностей ректора школы. Руководство школой перешло к Яну Кречмару, который оставался на этом посту до 1967 года (с небольшим перерывом). В 1955 году школа переехала в здание Collegium Nobilium, возобновив в этом помещении традицию театральных представлений, идущую ещё с XVIII века. В том же году школе присвоено имя Александра Зельверовича. В эти годы в школе преподавали, в том числе, Эрвин Аксер, Янина Романувна, Богдан Корженёвский, Янина Мечиньска, Зофья Малынич, Мариан Выжиковский.
Несколько лет в школе существовал эстрадный факультет (на нём, к примеру, преподавали Ханка Белицкая, Казимеж Рудзкий, Анджей Лапицкий, а среди выпускников были Ежи Поломский и Войцех Покора). Был создан хореографический факультет. В 1962 году школа получила академические права, что позволило присваивать выпускникам степень магистра искусств, а преподавателям получать звания доцентов и профессоров. Начались занятия по пантомиме (Славомир Линднер), вместо хорового пения в программу введено сольное (Александр Бардини, Ян Скотницкий, позднее Анджей Стжелецкий), добавлены изучение степа, дзюдо, акробатической гимнастики и современных танцев. Среди преподавателей представители нового поколения — Зофья Мрозовска, Александра Слёнска, Игнацы Гоголевский, Збигнев Запасевич. Среди выпускников можно выделить Марту Липиньску, Станиславу Целиньску, Яна Энглерта, Магдалену Завадску, Петра Фрончевского, Анджея Северина.
В 1970 году ректором стал Тадеуш Ломницкий, начавший обновление программы. В число преподавателей вошли Густав Холоубек, Анджей Щепковский, Ян Энглерт, Зигмунт Хюбнер, Александра Шлёнская. Для постановки дипломных спектаклей приглашались видные режиссёры — Ежи Яроцкий, Адам Ханушкевич и др. В 1975 году, по инициативе Ежи Кёнига, открылся факультет театроведения, на котором в 1987 году появилось заочное отделение. На факультете преподавали — Ежи Кёниг, Марта Фик, Збигнев Рашевский, Анна Кулиговская, Стефан Треугутт, Збигнев Вильский, Ежи Аксер, Анджей Маковецкий, Стефан Меллер, Людвик Эрхардт, Тереза Косткевичева. Среди выпускников факультета — Ванда Звиногродзка, Ханна Балтын, Гражина Торбицкая, Агата Тучиньская, Пётр Мицнер, Яцек Вакар, Януш и Войцех Майхерки, Марк Пекута, Томаш Кубиковский, Марк Заганчик, Беата Коваль.
В 1975 году, по инициативе Кжиштофа Рау, был создан филиал в Белостоке, готовивший актёров театров кукол. Его первым деканом назначили известного польского актёра Яна Вильковского. Он привёл на отделение знакомых с ним актёров Яна Плевако, Кжиштофа Несёловского, Эдварда Добрачиньского, Томаша Яворского. В 1980 году было добавлено отделение режиссуры кукольного театра. Во главе отделения стал Генрик Юрковский, а преподавателями факультета стали Войцех Вечоркевич, Станислав Охмяньский, Войцех Кобжыньский и др. В 1990 году оба отделения были объединены в единый факультет кукольного искусства. Тогда же в Белостоке начал действовать Учебный театр им. Яна Вильковского.
Во время деятельности Солидарности, в 1981 году, в школе состоялись первые демократические выборы ректора. Им стал Анджей Лапицкий. После введения военного положения в течение двух лет был запрещён приём студентов на факультет театроведения. В 1995 году был создан отдел последипломного образования и начали проводиться научные конференции и заседания учёного совета. На основании решения Сейма Польши, в 1996 году школа получила права академии и стала называться «Театральная академия имени Александра Зельверовича». 30 сентября 1999 года в здании Collegium Nobilium открылся Театр Академии.

## Факультеты
- Актёрский факультет
- Режиссёрский факультет
- Факультет театроведения
- Факультет кукольного искусства в Белостоке

## Ректоры
- Леон Шиллер
- Александр Зельверович
- Ян Кречмар
- Владислав Красновецкий
- Тадеуш Ломницкий
- Анджей Лапицкий
- Ян Энглерт
- Лех Сливоник
- Анджей Стшелецкий
- Войцех Маляйкат (с 1 сентября 2016)